# Annamari Dancza
Annamari Mychajliwna Dancza (ukr. Аннамарі Михайлівна Данча; z d. Czundak; ur. 26 marca 1990 we wsi Onokiwci) – ukraińska snowboardzistka, wicemistrzyni świata, mistrzyni świata juniorów. Specjalizuje się w slalomie równoległym i slalomie gigancie równoległym.

## Wyniki

### Igrzyska Olimpijskie
| Rok  | Miejsce    | Wyniki                                                |
| 2010 | Vancouver  | 16 (slalom gigant równoległy)                         |
| 2014 | Soczi      | 21 (slalom równoległy), 21 (slalom gigant równoległy) |
| 2018 | Pjongczang | 28 (slalom gigant równoległy)                         |

### Mistrzostwa Świata
| Rok  | Miejsce       | Wyniki                                                |
| 2007 | Arosa         | 46 (slalom równoległy), 51 (slalom gigant równoległy) |
| 2009 | Gangwon       | 15 (slalom równoległy), 25 (slalom gigant równoległy) |
| 2011 | La Molina     | 15 (slalom równoległy), 17 (slalom gigant równoległy) |
| 2013 | Stoneham      | 31 (slalom równoległy), 25 (slalom gigant równoległy) |
| 2017 | Sierra Nevada | 17 (slalom równoległy), 32 (slalom gigant równoległy) |
| 2019 | Park City     | 2 (slalom równoległy), 6 (slalom gigant równoległy)   |

### Mistrzostwa Świata Juniorów
| Rok  | Miejsce     | Wyniki                                                |
| 2007 | Bad Gastein | 14 (slalom równoległy), 17 (slalom gigant równoległy) |
| 2008 | Valmalenco  | 13 (slalom równoległy), 14 (slalom gigant równoległy) |
| 2009 | Nagano      | 6 (slalom równoległy), 8 (slalom gigant równoległy)   |
| 2010 | Snow Park   | 9 (slalom równoległy), 1 (slalom gigant równoległy)   |

### Uniwersjada
| Rok  | Miejsce                         | Wyniki                                   |
| 2011 | Palandoken/Erzurum              | srebrny medal (slalom gigant równoległy) |
| 2013 | Monte Bondone - Canalon Lavaman | 7 (slalom gigant równoległy)             |

### Olimpijski festiwal młodzieży Europy
| Rok  | Miejsce | Wyniki                                          |
| 2007 | Jaca    | 4 (slalom gigant), 6 (slalom gigant równoległy) |